# Vilém Závada
Vilém Závada (ur. 22 maja 1905 w Hrabovej, zm. 30 listopada 1982 w Pradze) – czeski poeta, w początkach twórczości przedstawiciel poetyzmu (antytradycjonalistycznego, awangardowego prądu artystycznego w latach 1920. w Czechosłowacji), później reprezentował mroczny nurt poezji czeskiej, liryk pesymistyczno-patriotyczny i społeczny, tłumacz poezji, zajmował się głównie filologią czeską, francuską, słowiańską, a w tłumaczeniu filologią: niemiecką, rosyjską, francuską, rumuńską, słoweńską, słowacką, polską, bułgarską, hebrajską, perską/irańską, węgierską.